# Зайре
За̀йре (на португалски: Zaire, произнася се по-близко до За̀йри) е една от 18-те провинции на Ангола, намираща се в северозападната част на страната. Провинцията е с излаз на Атлантическия океан. Град Мбанза Конго е административният център на Зайре. Площта ѝ е 40 130 квадратни километра, а населението е 676 649 жители (по изчисления за юли 2018 г.). На север граничи с Демократична република Конго.

## Индустрия
В Зайре е развита риболовната, фермерската и земеделската индустрия. Отглеждат се кашу, маниока, цитруси, кафе, палмово масло, ананаси, ориз, соя и др.